# Carlo Grano
Carlo Grano (Rome, 14 oktober 1887 - aldaar, 2 april 1976) was een Italiaans geestelijke en kardinaal van de Rooms-Katholieke Kerk.
Grano studeerde aan het Pauselijk Romeins Seminarie en aan het Athenaeum San Apollinare in Rome, waar hij promoveerde in de wijsbegeerte, de godgeleerdheid en het kerkelijk recht. Hij werd op 14 juni 1912 priester gewijd en werkte vervolgens tot 1920 in het pastoraat in Rome. In 1920 trad hij in dienst van de Romeinse Curie waar hij toegevoegd ceremoniemeester werd. Hierna werkte hij achtereenvolgens als staflid van het Staatssecretariaat (1923-1945), hoofd protocollaire aangelegenheden (1945-1953) en substituut (onder-hoofd) bij het Secretariaat voor Algemene Zaken van de Heilige Stoel.
Paus Johannes XXIII benoemde hem op 13 december 1958 tot titulair aartsbisschop van Tessaloniki en tot apostolisch nuntius voor de Republiek Italië. Hij ontving zijn bisschopswijding twee weken later, uit handen van de paus zelf. Aartsbisschop Grano nam deel aan het Tweede Vaticaans Concilie.
Paus Paulus VI creëerde hem kardinaal tijdens het consistorie van 26 juni 1967. De San Marcello al Corso werd zijn titelkerk. In deze kerk werd zijn lichaam, na zijn overlijden in 1976, bijgezet.
- Gemeinsame Normdatei: 1098476867
- Virtual International Authority File: 39146217726109140631